# Krzyż Zasługi dla Duchownych Wojskowych
Krzyż Zasługi dla Duchownych Wojskowych (niem. Verdienstkreuz für Militärgeistliche wzgl. Geistliches verdienstkreuz, GVK) – odznaczenie Cesarstwa Austrii i C. i K. monarchii, nadawane od 1801 do 1918.

## Historia i oznaka
Potoczne zwane "Krzyżem Piis Meritis" (od swej dewizy: pobożne zasługi) odznaczenie zostało ustanowione 23 listopada 1801 przez ostatniego cesarza Świętego Cesarstwa Rzymskiego Franciszka II jako krzyż zasługi dla wojskowych duchownych wyznań chrześcijańskich, którzy "wyróżnili się poprzez szczególnie sumienne i przykładne wypełnianie obowiązków wojskowych duchownych na polu bitwy lub w czasie pokoju".
Odznaczenie posiadało dwie klasy, Krzyż Złoty i Srebrny. Oznaką był krzyż łaciński trójlistny, obustronnie emaliowany na biało. W medalionie środkowym awersu znajdował się napis "Piis meritis" w niebieskim polu, w 1859 Krzyż Złoty otrzymał biały medalion środkowy z tym samym napisem. W przypadku zasług zdobytych na polu bitwy od 1916 wstążkę orderową ozdabiano dwoma skrzyżowanymi mieczami złotymi lub srebrnymi.
Krzyż noszony był na białej wstążce z czerwonymi paskami, wiązanej w trójkąt zgodnie z tradycją austriacką. Od 1911 krzyż uzyskany w czasie pokoju noszono na białej wstążce.

## Odznaczeni
Krzyżem zostali odznaczeni polscy duchowni: Antoni Matejkiewicz, Józef Panaś oraz grupa duchownych w 1916.